# Dean Cain
Dean Cain (eigenlijk Dean George Tanaka, Michigan, 31 juli 1966) is een Amerikaans acteur.
Dean Cain werd vooral bekend als Superman in de televisieserie Lois & Clark: The New Adventures of Superman. Verder speelde hij in Beverly Hills 90210, Lost en in meerdere afleveringen van de populaire serie Las Vegas.
Noemenswaardig is zijn rol als Jeremiah Danvers, stiefvader van Supergirl in de gelijknamige TV serie vanaf 2015 [engelse wiki]
Cain werd geboren in Mount Clemens (Michigan) als zoon van actrice Sharon Thomas en Roger Tanaka. Zijn ouders waren al gescheiden voordat hij werd geboren. Later trouwde zijn moeder met filmregisseur Christopher Cain. Dean en zijn broer Roger verhuisden samen met hun moeder en Christopher Cain naar Malibu in Californië. Dean en Roger namen de naam aan van Cain, omdat zij hem als vader beschouwden. Later kregen hun moeder en Christopher Cain een dochter, Krisinda Cain. Zij werd actrice.
Op de Santa Monica High School blonk Cain uit in sport, in 1984 ging hij naar de Princeton University. Daar werd hij aanvoerder van het volleybalteam. Hij had een relatie met Brooke Shields. In 1988 studeerde hij af met het proefschrift The History And Development Of The Functions Of The Academy Of Motion Picture Arts And Sciences.
Na het verlaten van de universiteit schreef Cain zich onmiddellijk in om te gaan voetballen bij de Buffalo Bills, een NFL voetbalteam. Een knieblessure tijdens zijn opleiding maakte vroegtijdig een einde aan zijn voetbalcarrière. Omdat hij maar weinig hoop had dat hij terug kon keren in de sportwereld, probeerde hij het in de filmindustrie. Hij begon met het scriptschrijven en later met acteren. Daarnaast nam hij veel reclames op en verscheen in populaire televisieprogramma's waaronder Grapevine, A Different World en Beverly Hills, 90210. Van 1993 tot 1997 speelde hij de rol van Superman in de televisieserie Lois & Clark: The New Adventures of Superman. Cain had in 1997 een jaar lang een relatie met wijlen Mindy McCready.
In 1998 richtte Cain Angry Dragon Entertainment op, een bedrijf dat televisieprogramma's produceert. Het bedrijf produceerde onder andere Ripley's Believe It or Not!, een televisieserie voor de Amerikaanse zender TBS Superstation. In de jaren na de oprichting speelde hij in een diverse films, waaronder The Broken Hearts Club (2000), Out of Time (2003) en Bailey's Billions (2004). In 2004 speelde hij Scott Peterson in de televisiefilm (gebaseerd op het leven van Laci Peterson): The Perfect Husband: The Laci Peterson Story. In 2005 speelde hij een rolletje in Las Vegas.
Dean Cain heeft een zoon, genaamd Christopher Dean Cain, samen met zijn voormalige vriendin en Playboymodel Samantha Torres.

## Filmografie
- A Wish Come True (2015)
- Vendetta (2015)
- 5 Days of August (2011)
- Bed & Breakfast (2010)
- A Nanny for Christmas (2010)
- The Way Home (2010)
- Circle of Pain (2010)
- Kill Katie Malone (2010)
- Red August (2010)
- Firedog (2010) (stem)
- Abandoned (2010)
- Maneater (2009)
- Hole in One (2009)
- Subject: I Love You (2009)
- Aussie and Ted's Great Adventure (2009)
- The Way Home (2009)
- Making mr right(2008)
- Five Dollars a Day (2008)
- Ace of Hearts (2008)
- Urban Decay (2007)
- September Dawn (2007)
- Max Havoc: Ring of Fire (2006)
- Wrinkles (2005)
- Bailey's Billion$ (2005)
- Truth (2005)
- Lost (2004)
- Post Impact (2004)
- Out of Time (2003)
- Phase IV (2002)
- Dragon Fighter (2003)
- Dark Descent (2002)
- New Alcatraz (Boa) (2002)
- A Christmas Adventure From a Book Called Wisely's Tales (2001) (stem)
- Rat Race (2001)
- Firetrap (2001)
- For the Cause (2000)
- Militia (2000)
- Flight of Fancy (2000)
- No Alibi (2000)
- The Broken Hearts Club: A Romantic Comedy (2000)
- Best Men (1997)
- Eating Las Vegas (1997)
- Touchdown: Football Goes to the Movies (1993)
- Miracle Beach (1992)
- Going Under (1990)
- Write to Kill (1990)
- The Stone Boy (1984)

- Biblioteca Nacional de España: XX1486435
- Bibliothèque nationale de France: cb14160966j (data)
- Gemeinsame Normdatei: 140820507
- International Standard Name Identifier: 0000 0001 1580 0535
- Library of Congress Control Number: no2001092822
- Nationale Bibliotheek van Tsjechië: xx0164530
- Nationale Bibliotheek van Israël: 987007371997205171
- Nationale Bibliotheek van Polen: a0000001246791
- Nederlandse Thesaurus van Auteursnamen: 12686652X
- SNAC: w6cn9q9x
- Système universitaire de documentation: 150307292
- Virtual International Authority File: 107802892
- WorldCat: E39PBJbRg964qv68K4jgj6B9Dq